# Vampire Weekend (album)
Vampire Weekend je první studiové album americké rockové skupiny Vampire Weekend. Vydala jej v lednu 2008 společnost XL Recordings a jeho producentem byl jeden z členů kapely, Rostam Batmanglij. V žebříčku Billboard 200 se album umístilo na sedmnácté příčce. První singl z alba „Mansard Roof“ vyšel již v říjnu 2007.

## Seznam skladeb
| Pořadí | Název                         | Délka |
| ------ | ----------------------------- | ----- |
| 1.     | Mansard Roof                  | 2:07  |
| 2.     | Oxford Comma                  | 3:15  |
| 3.     | A-Punk                        | 2:17  |
| 4.     | Cape Cod Kwassa Kwassa        | 3:34  |
| 5.     | M79                           | 4:15  |
| 6.     | Campus                        | 2:56  |
| 7.     | Bryn                          | 2:13  |
| 8.     | One (Blake's Gt a New Face)   | 3:13  |
| 9.     | I Stand Corrected             | 2:39  |
| 10.    | Walcott                       | 3:41  |
| 11.    | The Kids Don't Stand a Chance | 4:03  |

## Obsazení
Vampire Weekend
- Ezra Koenig – zpěv, kytara, klavír, perkuse
- Rostam Batmanglij – klávesy, klavír, varhany, cembalo, kytara, syntezátory, perkuse, doprovodné vokály
- Chris Baio – baskytara
- Christopher Tomson – bicí, kytara

Ostatní hudebníci
- Hamilton Berry – violoncello
- Jonathan Chu – housle, viola
- Jeff Curtin – perkuse
- Wesley Miles – zpěv
- Jessica Pavone – housle, viola
- Joey Roth – perkuse